# Tsiy William Ndenge
Tsiy William Ndenge, né le 13 juin 1997 à Cologne en Allemagne, est un footballeur germano-camerounais évoluant au poste de milieu de terrain au Lion City Sailors.

## Biographie

### En club

#### Jeunesse et formation
Tsiy William Ndenge commence le football à l'âge de 7 ans dans le petit club du BC Bliesheim, situé à Erfstadt (ville qui est à 30 km de la ville natale de Tsiy William Ndenge, qui est Cologne). 
Le jeune joueur ne reste alors qu'un an avant de partir pour le Bayer Leverkusen où il jouera plus de 8 ans (entre 2004 et 2012). En 2012, il quitte le centre de formation du Bayer Leverkusen et rejoint le TSC Euskirchen pendant une saison.
En 2013, il est repêché dans un club de Bundesliga, notamment au Borussia Mönchengladbach.

#### Borussia Mönchengladbach(2016-2018)
Il signe son premier contrat professionnel en 2015 et vacille entre l'équipe première et la réserve, mais en 2 ans il n'a jamais joué avec les professionnels.
Tsiy William Ndenge commence à jouer avec la réserve du Borussia Mönchengladbach en Regionalliga West où il jouera 20 matchs lors de la saison 2015-2016 et 17 matchs lors de la saison 2016-2017.

#### Prêt auRoda JC(2017-2018)
Le 28 juillet 2017, il est prêté au club néerlandais de Kerkrade, le Roda JC.
Le 13 août 2017, il commence sa saison et joue donc son premier match professionnel face au PEC Zwolle. Il remplace Daryl Werker à la 70e minute mais n'aidera pas son club à remonter le score, ils perdent le match 4-2.
Malgré une blessure à l'aine, il arrive petit à petit à s'imposer et à devenir un titulaire régulier, malheureusement il ne peut pas empêcher le Roda JC de jouer les barrages de relégation et de descendre en Keuken Kampioen Divisie.

#### Départ en Suisse (2018-2025)
Le 31 août 2018, le Borussia Mönchengladbach annonce le départ de Tsiy William Ndenge au FC Lucerne, la valeur de la transaction s'élève à 650 000€.
Il signe un contrat durant jusqu'en 2021 mais se blesse en début de saison au ligament collatéral ce qui fait que Tsiy William Ndenge ne peut jouer que 16 matchs lors de sa première saison avec le club suisse. 
Malgré cette blessure, le club décide de prolonger le contrat du joueur d'un an, le 17 octobre 2019, espérant toujours que le joueur pourra apporter beaucoup plus sur le terrain.
Fin juin 2025, Tsiy William Ndenge devient agent libre et quitte le Grasshopper Club Zurich, où il évoluait depuis trois saisons. Le club l’avait accueilli après une fin de parcours marquée par les blessures au FC Lucerne. Devenu capitaine et renforcé sur le plan physique après avoir contribué au maintien du club lors de deux barrages de relégation successifs, il suscite l’intérêt de plusieurs clubs européens en raison de son profil, notamment le FC Copenhague, Cagliari ou encore l’AEK Athènes.

### En sélection
Avec l'équipe d'Allemagne des moins de 19 ans, il joue trois matchs amicaux entre 2015 et 2016.
Par la suite, avec l'équipe d'Allemagne des moins de 20 ans, il joue six matchs amicaux entre 2016 et 2017. Il officie notamment comme capitaine lors d'une rencontre face à l'Italie en septembre 2016.

### Style de jeu
Tsiy William Ndenge est un milieu de terrain très physique (il mesure 1,88 m (6′ 2″) et pèse quasiment 80kg), il est gaucher et se distingue particulièrement lors des phases d'attaque adverses.
Le blog italien tuttomercatoweb le compare à Luiz Gustavo.

## Statistiques
| Saison                | Club                  | Championnat           | Championnat | Championnat | Championnat | Coupe(s) nationale(s) | Coupe(s) nationale(s) | Coupe(s) nationale(s) | Compétition(s) continentale(s) | Compétition(s) continentale(s) | Compétition(s) continentale(s) | Compétition(s) continentale(s) | Play-offs | Play-offs | Play-offs | Total | Total | Total |
| Saison                | Club                  | Division              | M.          | B.          | P.d.        | M.                    | B.                    | P.d.                  | Comp.                          | M.                             | B.                             | P.d.                           | M.        | B.        | P.d.      | M.    | B.    | P.d.  |
| 2017-2018             | Roda JC (prêt)        | Eredivisie            | 32          | 2           | 2           | 4                     | 2                     | 1                     | -                              | -                              | -                              | -                              | 2         | 0         | 0         | 38    | 4     | 3     |
| Sous-total            | Sous-total            | Sous-total            | 32          | 2           | 2           | 4                     | 2                     | 1                     | -                              | 0                              | 0                              | 0                              | 2         | 0         | 0         | 38    | 4     | 3     |
| 2018-2019             | FC Lucerne            | Super League          | 14          | 0           | 1           | 2                     | 0                     | 0                     | -                              | -                              | -                              | -                              | -         | -         | -         | 16    | 0     | 1     |
| 2019-2020             | FC Lucerne            | Super League          | 11          | 0           | 0           | -                     | -                     | -                     | C3                             | 3                              | 0                              | 0                              | -         | -         | -         | 14    | 0     | 0     |
| 2020-2021             | FC Lucerne            | Super League          | 8           | 0           | 0           | -                     | -                     | -                     | -                              | -                              | -                              | -                              | -         | -         | -         | 8     | 0     | 0     |
| 2021-2022             | FC Lucerne            | Super League          | 6           | 0           | 0           | -                     | -                     | -                     | C4                             | -                              | -                              | -                              | -         | -         | -         | 6     | 0     | 0     |
| Sous-total            | Sous-total            | Sous-total            | 39          | 0           | 1           | 2                     | 0                     | 0                     | -                              | 3                              | 0                              | 0                              | 0         | 0         | 0         | 44    | 0     | 1     |
| 2022-2023             | Grasshopper Zurich    | Super League          | 27          | 4           | 1           | 2                     | 0                     | 0                     | -                              | -                              | -                              | -                              | -         | -         | -         | 29    | 4     | 1     |
| 2023-2024             | Grasshopper Zurich    | Super League          | 30          | 8           | 1           | 1                     | 0                     | 0                     | -                              | -                              | -                              | -                              | 2         | 0         | 0         | 33    | 8     | 1     |
| 2024-2025             | Grasshopper Zurich    | Super League          | 25          | 3           | 1           | 3                     | 0                     | 1                     | -                              | -                              | -                              | -                              | 1         | 0         | 0         | 29    | 3     | 2     |
| Sous-total            | Sous-total            | Sous-total            | 82          | 15          | 3           | 6                     | 0                     | 1                     | -                              | 0                              | 0                              | 0                              | 3         | 0         | 0         | 91    | 15    | 4     |
| Total sur la carrière | Total sur la carrière | Total sur la carrière | 153         | 17          | 6           | 12                    | 2                     | 2                     | -                              | 3                              | 0                              | 0                              | 5         | 0         | 0         | 173   | 19    | 8     |